# Chec cu banane
Checul cu banane este un tip de pâine dulce sau prăjitură făcută din piure de banane. Este adesea o pâine rapidă umedă și dulce, dar unele rețete folosesc și drojdie.

## Istorie
Bananele au apărut în SUA în anii 1870, dar a durat ceva timp pentru ca acestea să apară ca ingrediente în deserturi. Rețetele de chec cu banane au apărut în cărțile de bucate din America de Nord când praful de copt a devenit disponibil în magazinele alimentare în anii 1930. Unii istorici ai alimentației cred că checul cu banane a fost un produs secundar al Marii Depresiuni, deoarece gospodinele pline de resurse nu doreau să arunce bananele prea coapte. Alții cred că checul cu banane a fost dezvoltat în bucătăriile corporative pentru a promova făina și produsele de bicarbonat de sodiu. Checul cu banane a cunoscut o renaștere a popularității în 2020, în timpul blocajelor din cauza pandemiei de COVID-19.
În Filipine, checul cu banane este de obicei numit „tort cu banane”. A fost introdus în perioada colonială americană a Filipinelor, deoarece Filipine a devenit un furnizor de top de banane.
În Statele Unite, Ziua Națională a Checului cu Banane se sărbătorește pe data de 23 februarie.

## Variante
- Chec cu banane și stafide
- Chec cu banane și nuci (deseori cu nuci tocate, precum nuci pecan sau migdale )
- Chec cu banane și ciocolată (cu fulgi de ciocolată )
- Brioșe cu banane
- Crumble de banane
- Chec vegan cu banane (făcută fără ouă sau produse lactate)
- Chec cu banane și afine (sau alte fructe precum zmeură sau portocală pentru a adăuga arome suplimentare)

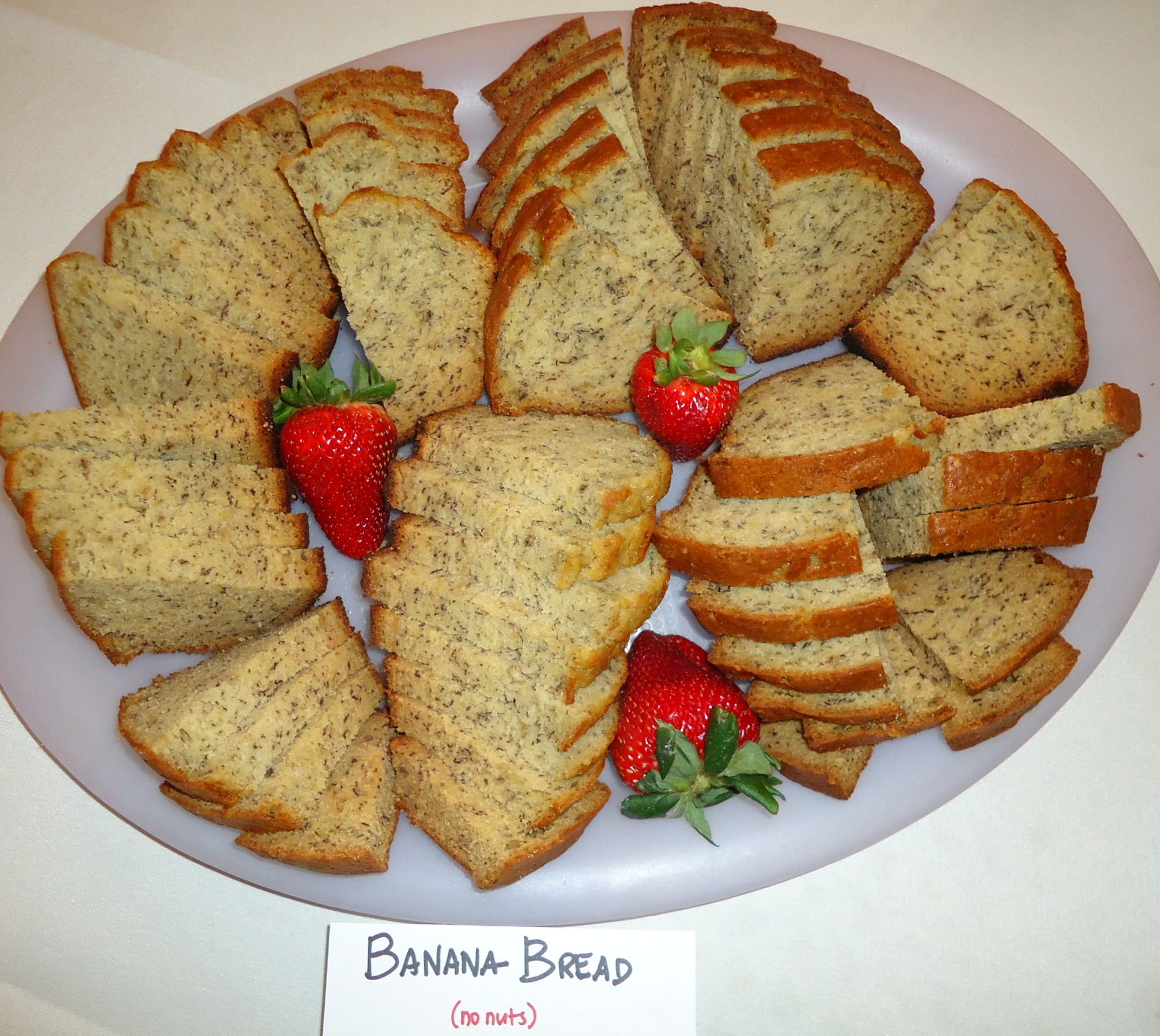
Chec cu banane
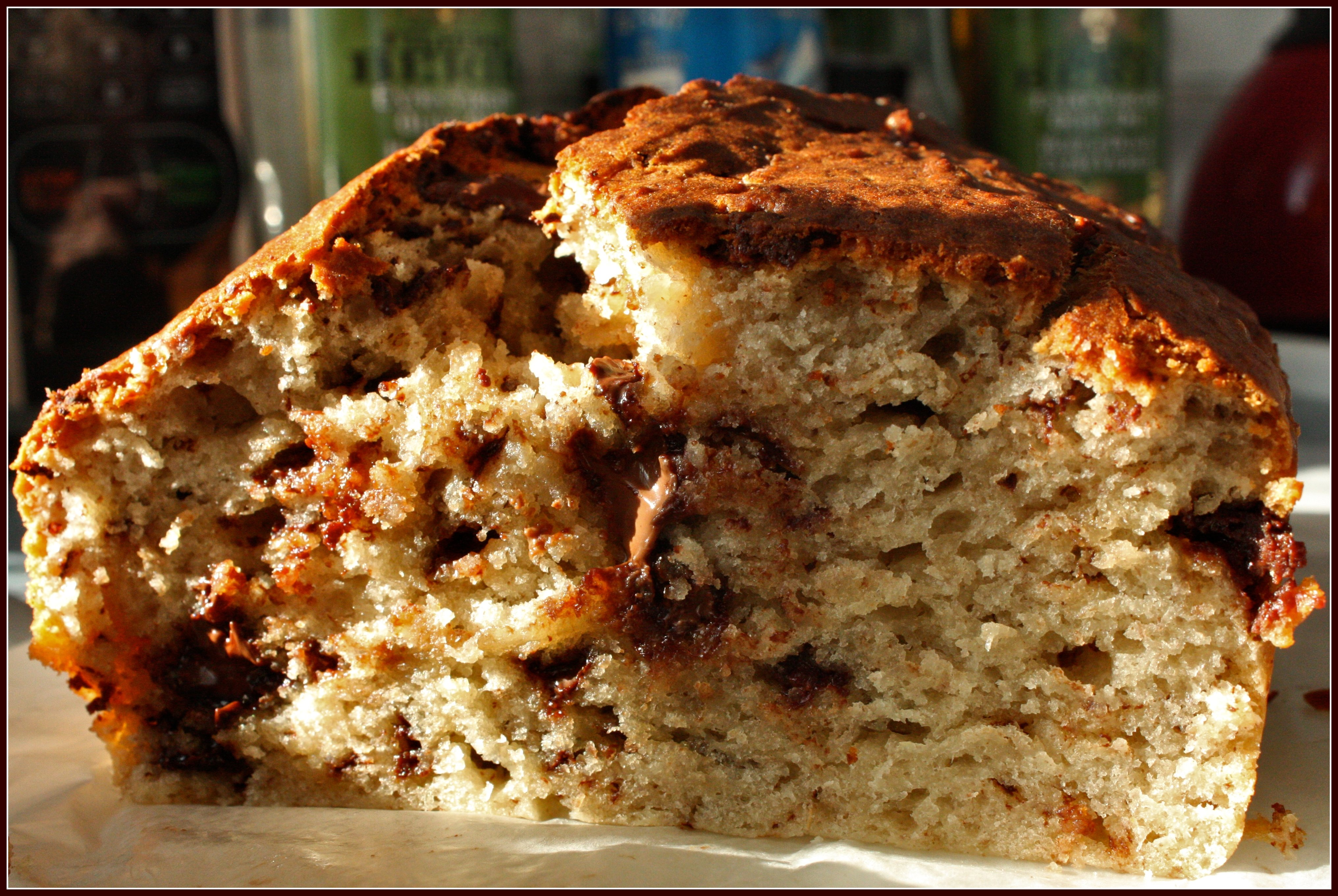
Chec cu banane și ciocolată
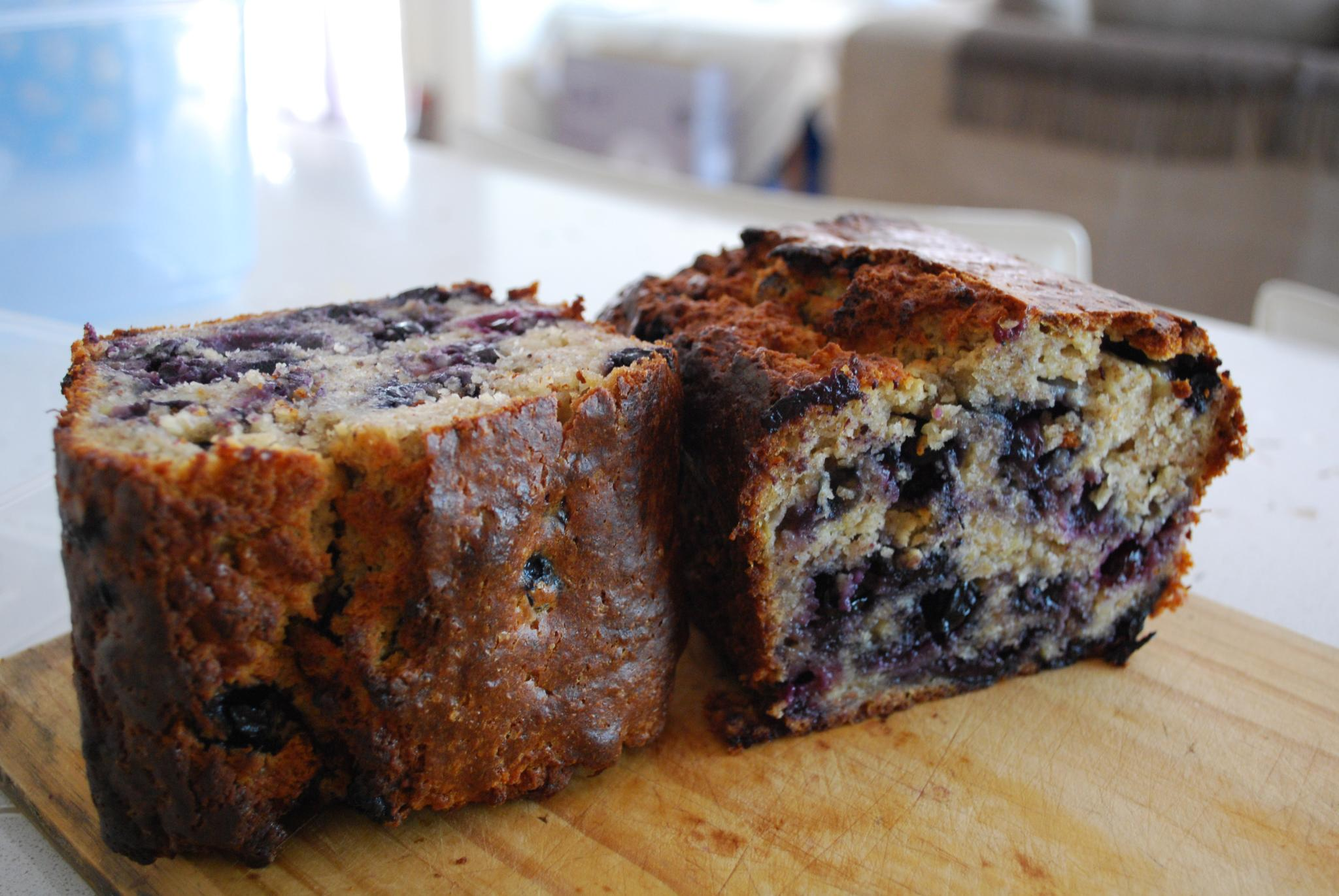
Chec cu banane și afine
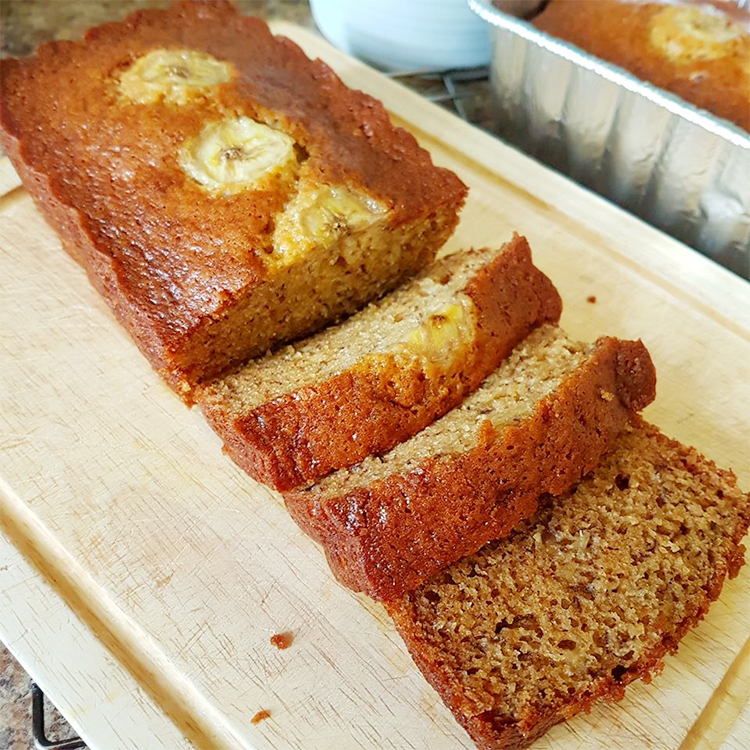
Chec cu banane filipinez (numit adesea „tort cu banane”)